# Dicranomyia subaurita
Dicranomyia subaurita är en tvåvingeart som först beskrevs av Alexander 1938.  Dicranomyia subaurita ingår i släktet Dicranomyia och familjen småharkrankar. Inga underarter finns listade i Catalogue of Life.